# イウデラウド・ルイス・ベリーニ
イウデラウド・ルイス・ベリーニ（Hilderaldo Luiz Bellini、1930年6月7日 - 2014年3月20日）はブラジルの元同国代表サッカー選手。サッカーブラジル代表に51試合出場。

## 経歴
クラブでは、CRヴァスコ・ダ・ガマ、サンパウロFC、アトレチコ・パラナエンセでプレーした。
代表では、51試合に出場し、3大会連続でFIFAワールドカップに出場した。1958年大会と1962年大会では、キャプテンとしてペレ、ガリンシャ、ニウトン・サントス、ジャウマ・サントスらと共にプレーし、史上初の大会優勝と大会連覇に貢献した。

## 所属クラブ
- 1952-1961 -  CRヴァスコ・ダ・ガマ
- 1962-1967 -  サンパウロFC
- 1968-1969 -  アトレチコ・パラナエンセ